# Кабинет за институционална сигурност (Бразилия)
Кабинетът за институционална сигурност към Президентството на Републиката (на португалски: Gabinete de Segurança Institucional da Presidência da República, GSI) е автономна служба на президентската администрация в Бразилия, която осигурява пряко и непосредствено съдействие на президента на Бразилия по въпросите, касаещи националната сигурност и отбраната на страната. Кабинетът се оглавява от главен министър, който се назначава от президента на Бразилия и е член на президентския кабинет.

## История
Кабинетът за институционална сигурност е създаден при управлението на президента Фернандо Кардосо, с Извънредна мярка No 1.911-10 от 24 септември 1999 г. Новият орган започва да изпълнява функции, които в предходните десетилетия са изпълнявани от различни органи, като:
- Генералния щаб на временното правителство (1930-1934);
- Генералния щаб на правителството (1934-1938);
- Военния кабинет (1938-1992);
- Военния щаб (Casa Militar) (1992-1999)

## Правомощия
- подпомага пряко и непосредствено президента при изпълнението на неговите правомощия;
- съдейства на президента по въпросите, отнасящи се до сигурността и отбраната;
- координира дейностите, свързани с федералното разузнаване и сигурността на информацията;
- предотвратява появата на кризи и осигурява дейности по управлението им в случаите, в които те създават сериозна и непосредствена заплаха за стабилността на институциите;
- осигурява чрез полицейски методи личната охрана на президента и вицепрезидента на страната, на техните семейства, както и на ръководителите на органите, които са от съществено значение за президентството, както и на други лица и органи, посочени от президентa;
- осигурява чрез полицейски методи охраната на президентските дворци и резиденции;
- координира и изпълнява политиките на правителството, насочени към превенцията и борбата със злоупотребата с наркотични вещества и медикаменти, причиняващи физическа и психическа зависимост, както политиките, насочени към възстановяването и повторното социално интегриране на зависимите;
- наблюдава, координира и управлява Националната система Антидрога (SISNAD);
- изпълнява непрекъснато дейностите, насочени към техническото и административно обезпечаване дейността на Националния съвет по отбраната.
- изпълнява длъжността Изпълнителен секретар на Камарата за външни отношения и национална отбрана на Съвета по управлението към Президентството;
- изпълнява функциите на централен орган по управление на Системата за защита на Бразилската ядрена програма (SIPRON)